# Gregory Paul

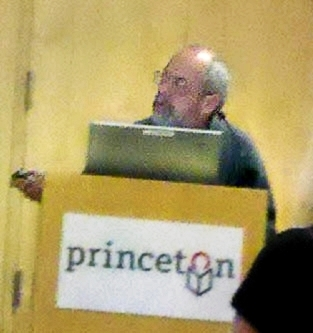
Gregory Paul

Gregory S. Paul (ur. 24 grudnia 1954) – amerykański paleontolog i paleoartysta, zajmujący się również kwestiami religii.

## Życiorys
Jest wolnym strzelcem, niezwiązanym z żadnym ośrodkiem badawczym. Opisał kilka gatunków dinozaurów, w tym ornitopoda Dollodon bampingi (być może młodszy synonim "Iguanodon" seelyi lub Mantellisaurus atherfieldensis) oraz ptaki Potamornis skutchi i Avisaurus archibaldi; przeniósł też gatunki "Iguanodon" lakotaensis oraz "I." atherfieldensis do odrębnych, nowych rodzajów (odpowiednio Dakotadon i Mantellisaurus) oraz zaliczył gatunek Brachiosaurus brancai do nowego podrodzaju Giraffatitan (obecnie bywa podnoszony do rangi odrębnego rodzaju). Na jego cześć nazwano teropoda Cryptovolans pauli i ornitopoda Sellacoxa pauli. Paul rysuje dinozaury od 1959 roku, a jego prace pojawiały się w licznych książkach, jak np. Eggs, Nests and Baby Dinosaurs, The Book of Life, The Horned Dinosaurs, Vertebrate Paleontology and Evolution, czy Mieszkańcy światów alternatywnych. Sam jest autorem kilku książek, m.in. Predatory Dinosaurs of the World. Jego prace wystawiano w wielu muzeach, np. w Amerykańskim Muzeum Historii Naturalnej i Smithsonian Institution. Oprócz prac paleontologicznych publikował także teksty dotyczące religii.